# Notopygus megerlei
Notopygus megerlei är en stekelart som först beskrevs av Tschek 1869.  Notopygus megerlei ingår i släktet Notopygus och familjen brokparasitsteklar. Arten är reproducerande i Sverige. Inga underarter finns listade i Catalogue of Life.